# Unplugged (The Corrs)
The Corrs Unplugged è il secondo album dal vivo del gruppo musicale irlandese The Corrs, pubblicato il 12 novembre 1999. Le canzoni dell'album sono tratte dall'esibizione live dei Corrs nel programma televisivo MTV Unplugged avvenuto il 5 ottobre 1999 agli Ardmore Studios, in Irlanda. In questa occasione i Corrs hanno suonato accompagnati da Mitchell Froom e dalla Irish Film Orchestra. Oltre al CD sono stati pubblicati anche il DVD, la VHS e il VCD che contengono tutti i brani eseguiti durante il concerto nell'ordine di esecuzione.

## Tracce
1. Only When I Sleep – 4:38 (The Corrs, Oliver Leiber, Paul Peterson, John Shanks)
2. What Can I Do? – 4:36 (The Corrs)
3. Radio – 4:51 (The Corrs)
4. Toss the Feathers (strumentale) – 3:14 (The Corrs)
5. Runaway – 4:37 (The Corrs)
6. Forgiven, Not Forgotten – 5:22 (The Corrs)
7. At Your Side – 4:33 (The Corrs)
8. Little Wing – 4:41 (Jimi Hendrix)
9. No Frontiers – 4:28 (Jimmy McCarthy)
10. Queen of Hollywood – 4:44 (The Corrs, Glen Ballard, Dane De Viller, Sean Hosein)
11. Old Town (This Boy Is Cracking Up) – 3:09 (Philip Lynott)
12. Lough Erin Shore (strumentale) – 4:25 (The Corrs)
13. So Young – 4:53 (The Corrs)
14. Everybody Hurts – 5:43 (Berry, Buck, Mills, Stipe)

## Singoli
- 1999 - Radio
- 2000 - Old Town (This Boy Is Cracking Up)

## Musicisti

### Artista
- Andrea Corr - voce principale, tin whistle.
- Caroline Corr - batteria, bodhrán, piano, seconda voce.
- Jim Corr - chitarre, piano, seconda voce.
- Sharon Corr - violino, seconda voce.

### Altri musicisti
- Anto Drennan – chitarre, dobro.
- Keith Duffy – basso.
- Mitchell Froom - Hammond, piano.
- The Irish Film Orchestra.

## Classifiche

### Classifiche settimanali
| Classifica (1999) | Posizione massima |
| ----------------- | ----------------- |
| Australia         | 14                |
| Austria           | 1                 |
| Belgio (Fiandre)  | 2                 |
| Belgio (Vallonia) | 3                 |
| Francia           | 5                 |
| Germania          | 6                 |
| Irlanda           | 2                 |
| Norvegia          | 4                 |
| Nuova Zelanda     | 17                |
| Paesi Bassi       | 3                 |
| Regno Unito       | 7                 |
| Svezia            | 30                |
| Svizzera          | 3                 |

### Classifiche di fine anno
| Classifica (1999) | Posizione |
| ----------------- | --------- |
| Australia         | 98        |
| Regno Unito       | 31        |
| Classifica (2000) | Posizione |
| Australia         | 77        |
| Austria           | 4         |
| Belgio (Fiandre)  | 25        |
| Belgio (Vallonia) | 15        |
| Francia           | 50        |
| Germania          | 17        |
| Paesi Bassi       | 7         |
| Regno Unito       | 89        |
| Svizzera          | 10        |
| Classifica (2001) | Posizione |
| Paesi Bassi       | 29        |